# Special Olympics Ecuador
Special Olympics Ecuador (englisch: Special Olympics Ecuador) ist der ecuadorianische Verband von Special Olympics International. Sein Ziel ist die Förderung von Sport für Menschen mit geistiger Beeinträchtigung und die Sensibilisierung der Gesellschaft für diese Mitmenschen. Außerdem betreut er die ecuadorianischen Athletinnen und Athleten bei den Special Olympics Wettkämpfen.

## Geschichte
Special Olympics Ecuador wurde mit Sitz in Quito gegründet.

## Aktivitäten
2015 waren 28.128 Athletinnen, Athleten und Unified Partner sowie 537 Trainer bei Special Olympics Ecuador registriert.
Der Verband nahm 2019 an den Programmen Athlete Leadership, Healthy Athletes, Young Athletes, Family Support Network, Volunteer Program und Unified Sports teil, die von Special Olympics International ins Leben gerufen worden waren.

### Sportarten
Folgende Sportarten wurden 2016 vom Verband angeboten:
- Basketball (Special Olympics)
- Boccia (Special Olympics)
- Floorhockey (Special Olympics)
- Freiwasserschwimmen
- Fußball (Special Olympics)
- Handball (Special Olympics)
- Kraftdreikampf (Special Olympics)
- Leichtathletik (Special Olympics)
- Radsport (Special Olympics)
- Reiten (Special Olympics)
- Rhythmische Sportgymnastik (Special Olympics)
- Schwimmen (Special Olympics)
- Tennis (Special Olympics)
- Tischtennis (Special Olympics)
- Triathlon (Special Olympics)
- Turnen (Special Olympics)

### Teilnahme an Weltspielen vor 2020
(Quelle: )
- 2011 Special Olympics World Summer Games, Athen
- 2015 Special Olympics World Summer Games, Los Angeles, USA (39 Athletinnen und Athleten)
- 2019 Special Olympics World Summer Games, Abu Dhabi, Vereinigte Arabische Emirate (19 Athletinnen und Athleten)[2]

### Teilnahme an den Special Olympics World Summer Games 2023 in Berlin
Special Olympics Ecuador nahm in den Disziplinen Rhythmische Sportgymnastik, Leichtathletik, Schwimmen und Radfahren an den Special Olympics World Summer Games 2023 teil. Die Delegation wurde vor den Spielen im Rahmen des Host Town Programms von Koblenz und dem Landkreis Mayen-Koblenz betreut. Das Team gewann bei diesen Weltspielen sieben Gold-, elf Silber- und  elf Bronzemedaillen.